# Bruyère Madame
Bruyère Madame is een gehucht in Vieux-Genappe, deelgemeenten van de stad Genepiën in de Belgische provincie Waals-Brabant.
Het ligt 3,5 kilometer ten noordwesten van het centrum van Vieux-Genappe. Een kilometer ten zuidwesten ligt het gehucht Trou-du-Bois.

## Geschiedenis
Op de Ferrariskaart uit de jaren 1770 wordt hier een gehucht Bruyere Madame weergegeven.
Deelgemeenten: Baisy-Thy · Bousval · Genepiën · Glabais · Houtain-le-Val · Loupoigne · Oud-Genepiën · Ways

Overige plaatsen: La Bruyère · Bruyère Madame · Baisy · Basse-Laloux · Le Chantelet· Chênemont · Dernier Patard · La Falise · Ferrières · Les Flamandes · Fonteny · Foriest · Fosty · Hattain · Houtain-le-Mont · La Hutte · La Motte  · Loncée · Maison du Roi · Noirhat · Pallandt · Promelles · Quatre Bras · Ry-d'Hez · Sclage · Thy · Trou-du-Bois · Vieux Manants · Wanroux

Belgische gemeenten · Arrondissement Nijvel · Waals-Brabant · Wallonië